# Mellanox Technologies

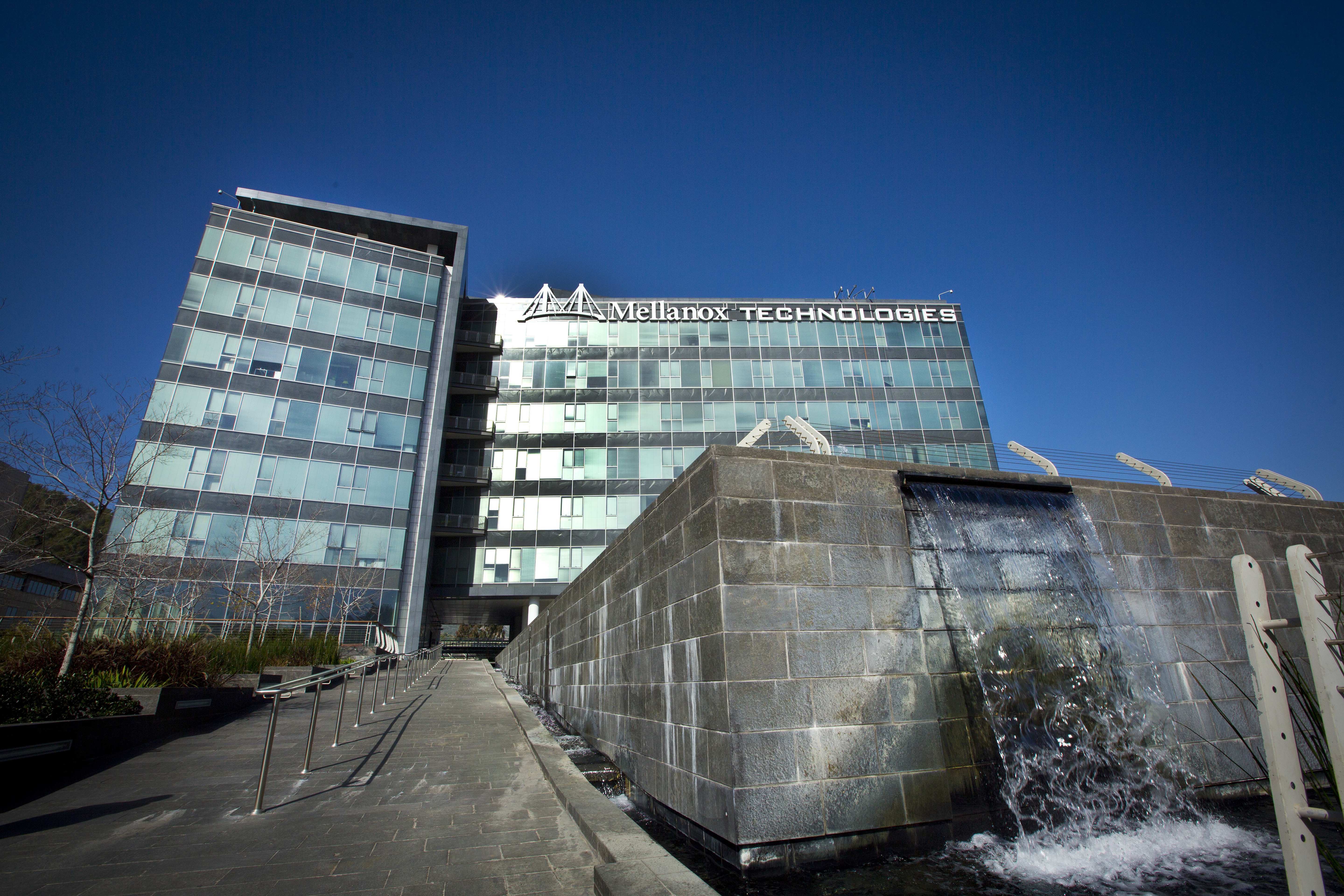
Sede de Mellanox en Yokneam Illit

Mellanox Technologies Ltd. (en hebreo: מלאנוקס טכנולוגיות בע"מ‎) fue un proveedor multinacional israelí-estadounidense de productos de redes informáticas basados en tecnología InfiniBand y Ethernet. Mellanox ofreció adaptadores, conmutadores, software, cables y silicio para mercados que incluyen computación de alto rendimiento, centros de datos, computación en la nube, almacenamiento de datos informáticos y servicios financieros.
El 11 de marzo de 2019, Nvidia anunció su intención de adquirir la empresa por 6900 millones de dólares. Otras empresas dispuestas a adquirir Mellanox fueron Intel, Xilinx y Microsoft. El acuerdo se cerró el 27 de abril de 2020, con la aprobación de las autoridades antimonopolio de la UE, EE. UU. y China.
La empresa se integró en la división de redes de Nvidia en el año 2020 y Nvidia dejó de usar la marca "Mellanox" para sus nuevos productos de redes.

## Historia

### 1999-2009
Mellanox fue fundada en mayo de 1999 por exejecutivos israelíes de Intel Corporation y Galileo Technology (adquirida por Marvell Technology Group en octubre del año 2000 por 2800 millones de dólares) Eyal Waldman, Shai Cohen, Roni Ashuri, Michael Kagan, Evelyn Landman, Eitan Zahavi, Shimon Rottenberg, Udi Katz y Alon Webman. Eyal Waldman fundó Mellanox en la ciudad israelí de Yokne'am. Las oficinas financieras estaban en Santa Clara, California en los Estados Unidos. En febrero de 2002, se anunció una ronda de inversión de capital de riesgo de unos 56 millones de dólares. Luego se extendió a alrededor de $ 64 millones, los inversores incluyeron Intel, IBM, Sequoia Capital y US Venture Partners.
Mellanox realizó su oferta pública inicial en febrero de 2007 en NASDAQ, que recaudó $102 millones y valoró a la empresa en más de quinientos millones de dólares. Sus acciones cotizaban bajo el símbolo MLNX. Creado en 2009, el fondo de inversión de Mellanox fue anunciado públicamente en 2014. Inicialmente fundada como un fabricante de circuitos integrados (chips), se convirtió en un productor de sistemas de red completos en 2009.

### 2010-2016
En 2010, Oracle Corporation se convirtió en uno de los principales inversores de la empresa, con alrededor del 10% de sus acciones. Oracle utiliza la tecnología InfiniBand en sus dispositivos Exadata y Exalogic. Las acciones también cotizaban en la Bolsa de Valores de Tel Aviv, hasta 2013, cuando la empresa se retiró de la lista, pero permaneció en NASDAQ.
En febrero de 2011, Mellanox adquirió Voltaire Ltd., un proveedor de conmutadores para centros de datos por unos 218 millones de dólares. En noviembre de 2012, Mellanox fue nombrada una de las empresas de más rápido crecimiento por una empresa de marketing.
En 2013, Mellanox adquirió activos de XLoom Communications Ltd., incluido el empaque a escala de chip optoeléctrico, y parte del personal de tecnología de XLoom. En julio de 2013, Mellanox adquirió la empresa privada Kotura, Inc., un desarrollador de tecnología de interconexión óptica fotónica de silicio para redes de alta velocidad. En julio de 2013, Mellanox adquirió IPtronics A/S, una empresa privada de diseño de componentes de interconexión óptica para comunicaciones digitales.
En julio de 2014, Mellanox adquirió Integrity Project, de propiedad privada, por su conectividad de software, desarrollo de bajo nivel, aplicaciones en tiempo real y tecnología de seguridad. En febrero de 2016, Mellanox adquirió EZchip Semiconductor, un proveedor de procesadores de red y procesadores multinúcleo de la adquisición anterior de Tilera por parte de EZchip.
En 2016, Mellanox Technologies comenzó a emplear programadores en la Franja de Gaza, además de su equipo de programadores árabes israelíes y programadores en Ramallah y Nablus. En 2016, Mellanox tuvo ingresos por $857 millones. En diciembre de 2017, Mellanox anunció que iniciaría un nuevo acelerador de startups. Durante 2017, las acciones de la empresa aumentaron un 55 por ciento. Ese año, la empresa también realizó su mayor adquisición con EZchip.

### Adquisición en 2018
El inversionista activista Starboard Value LP compró una participación del 10,7% en la empresa en noviembre de 2017. En enero de 2018, Starboard criticó el gasto en investigación y desarrollo de la empresa y, en cambio, abogó por las ganancias a corto plazo. Al día siguiente, el 9 de enero de 2018, Mellanox anunció que discontinuaría de inmediato sus actividades de desarrollo de fotónica de silicio de 1550 nm, con el presidente y director ejecutivo Eyal Waldman diciendo que la revisión del negocio de fotónica de silicio había comenzado en mayo de 2017. Mellanox también dijo que despediría a 100 personas, todas en Estados Unidos. En ese momento, la empresa empleaba a 2.900 personas, la mayoría en Israel.
En una "batalla de la junta", Starboard envió una carta a los accionistas pidiéndoles que reemplazaran por completo a la junta directiva. En ese momento, Mellanox tenía un valor de mercado de $ 3.3 mil millones. Starboard dijo que nominaría a nueve candidatos para la elección de la junta directiva de la compañía, incluido el director de Starboard, Jeffrey Smith. En mayo de 2018, los accionistas aprobaron las propuestas de gobierno de la empresa relacionadas con la posibilidad de las elecciones de directorio impugnadas. Para junio de 2018, tres miembros de la junta acordaron renunciar y ser reemplazados por dos candidatos de Starboard y uno acordado por ambas partes.
En 2019, Nvidia Corporation adquirió Mellanox por $ 6.9 mil millones, lo que la convirtió en una de las fusiones y adquisiciones más grandes de 2019. El fundador y director ejecutivo a largo plazo, Eyal Waldman, dejó la empresa en noviembre de 2020. Hizo un estimado de $ 240 millones en la adquisición.

## Productos y mercado

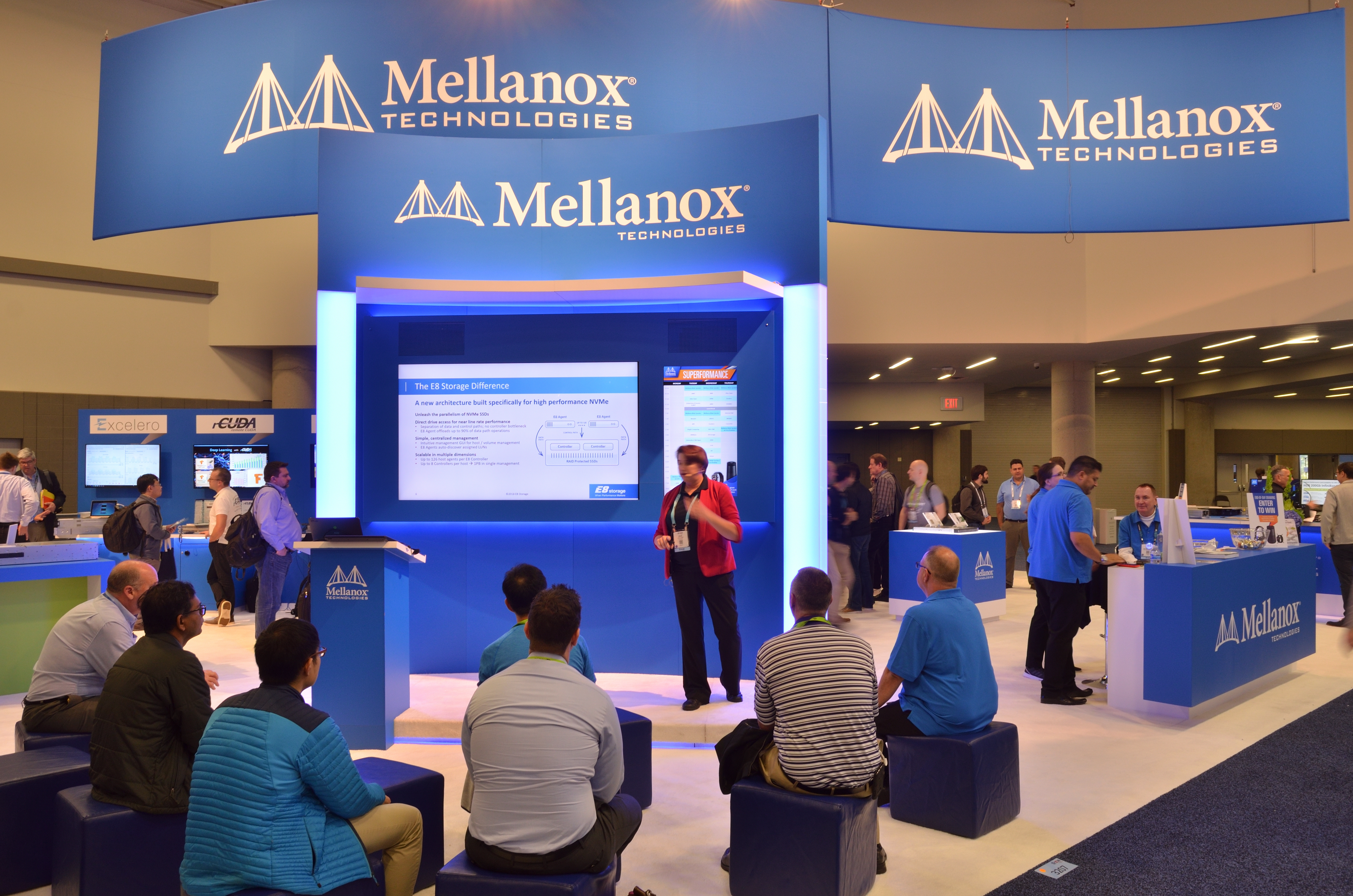
Mellanox en SC18

Mellanox es una empresa de semiconductores sin fábrica, que luego vende productos basados en esos circuitos integrados de semiconductores, comúnmente llamados "chips". Desde al menos 2011, sus chips han sido producidos por Taiwan Semiconductor Manufacturing Corp (TSMC). Mellanox Technologies proporciona adaptadores de red, conmutadores y cables Ethernet e InfiniBand para servidores y almacenamiento utilizados en la nube y centros de datos empresariales basados en circuitos integrados desarrollados internamente. En 2017, 2018 y 2019, Mellanox tuvo dos clientes, Hewlett-Packard y Dell EMC, cada uno de los cuales contribuyó con más del 10% de los ingresos de la empresa.
Mellanox se especializa en estructuras conmutadas para centros de datos empresariales y computación de alto rendimiento, cuando se requieren altas velocidades de datos y baja latencia, como en un clúster de computadoras. Una aplicación típica era un gran sistema de gestión de bases de datos. El adaptador de red y los conmutadores Mellanox admiten el acceso directo a memoria remota (RDMA) y RDMA a través de Ethernet convergente .
Los nombres de productos incluyen:
- La familia de productos ConnectX de ASIC y adaptadores multiprotocolo admite la interconexión de protocolo virtual, lo que permite la compatibilidad con el tráfico de Ethernet e InfiniBand a velocidades de hasta 200 Gbit/s. Los adaptadores ConnectX-6 y ConnectX-6 Dx tienen capacidades mejoradas, como alta velocidad (hasta 200 Gb por segundo), aceleración OVS, compatibilidad con varios hosts y aceleración criptográfica en línea.[42][43][44]
- La arquitectura ConnectX ha sido descrita como "novedosa", con un rendimiento excelente que es "muy adecuada para las plataformas multinúcleo modernas".[45] La familia Quantum de conmutadores InfiniBand admite hasta 40 puertos que se ejecutan a HDR 200 Gbit/s. Los conmutadores Quantum ofrecen una latencia inigualable y un rendimiento de reenvío de paquetes y admiten descargas HPC avanzadas, incluidas las tecnologías SHARP (aceleración de operación colectiva) y SHIELD (autorreparación).
- La familia de productos Spectrum de conmutadores Ethernet.
- La familia de productos LinkX de cables y transceptores. Estos productos están disponibles para los protocolos Ethernet e InfiniBand y varios factores de forma.

### Computación de alto rendimiento
Los productos InfiniBand de Mellanox Technologies para clústeres de computadoras se implementan en muchas de las listas TOP500 de computadoras de alto rendimiento.

### Almacenamiento
Aunque originalmente se asoció con los productos InfiniBand, Mellanox luego pudo usar su tecnología para redes de área de almacenamiento (SAN), para reemplazar el Fibre Channel heredado, por ejemplo, con la familia de estándares Ethernet mucho más común, desde 2011.

### Operaciones
Además de su sede en los EE. UU., Mellanox tiene oficinas en Israel, Dinamarca, China, Rusia, Singapur, Taiwán, Japón y el Reino Unido.

## Prácticas de contratación
Mellanox subcontrató parte de su ingeniería a Cisjordania. En lugar de establecer centros de ingeniería en alta mar en el Lejano Oriente o Europa del Este, Mellanox contrató ingenieros palestinos de Ramallah a través de una empresa de subcontratación palestina. En 2018, Waldman dijo en una conferencia en Tel Aviv organizada por la revista Globes que más de 100 palestinos estaban trabajando en proyectos de Mellanox.
Waldman había hablado anteriormente sobre los planes de Mellanox para construir un centro de investigación y desarrollo en Ramallah, aunque es más costoso que subcontratar a Europa del Este.